# کایوروکا
کایوروکا (به لاتین: Cayurruca) یک زیستگاه انسانی در منطقه لوس ریوس است که در رانکو واقع شده‌است.

## خصوصیات
کایوروکا ۲۱۱ نفر جمعیت دارد و ۱۸۷ متر بالاتر از سطح دریا واقع شده‌است.